# Bolax tacoaraphaga
Bolax tacoaraphaga är en skalbaggsart som beskrevs av Ohaus 1908. Bolax tacoaraphaga ingår i släktet Bolax och familjen Rutelidae. Inga underarter finns listade.